# Iwona Sadowska
Iwona Sadowska (ur. 24 kwietnia 1963 w Żyrardowie) – polska reżyserka filmów dokumentalnych, dziennikarka współpracująca z TVP.

## Życiorys
Ukończyła kilka kierunków studiów na Uniwersytecie Warszawskim: dziennikarstwo, pedagogikę, informatykę, kształcenie na odległość. Obecnie kończy studia doktoranckie na Uniwersytecie Warszawskim.
Jest pierwszą polską laureatką wyróżnienia Award of Merit na Los Angeles Cinema Festival of Hollywood za film pt. Wolność jak płomień. Polska prapremiera tego filmu odbyła się 26 listopada 2010 w Żyrardowie.

## Wybrana twórczość
Filmy dokumentalne:
- Śmierdząca sprawa;
- Filos;
- Gigant rowerowy;
- Ikar;
- Wolność jak płomień (2010) – Film otrzymał w listopadzie 2010 wyróżnienie Award of Merit za reżyserię w kategorii dokumentów długometrażowych (Documentary Feature)[2] spośród wielu tysięcy filmów zgłoszonych na Los Angeles Cinema Festival of Hollywood, który organizowany jest kilka razy do roku dla niezależnych twórców z całego świata. Bohaterem filmu jest Stan Borys.

Programy telewizyjne:
- Bariery;
- W świecie ciszy;
- To nie jest sprawiedliwe;
- Luz;
- Rodzina prawie doskonała.